# سیارک ۱۰۱۶۴
سیارک ۱۰۱۶۴ (به انگلیسی: 10164 Akusekijima، نامگذاری:1995BS1) ده هزار و صد و شصت و چهارمین سیارک کشف شده‌است که در ۲۷ ژانویه ۱۹۹۵ کشف شد.
قدر مطلق سیارک برابر ۱۲٫۹ است.